# Wasco State Prison
Wasco State Prison‑Reception Center, kallas oftast endast Wasco State Prison, är ett delstatligt fängelse för manliga intagna och är belägen i Wasco, Kalifornien i USA. Fängelset förvarar intagna som är klassificerade för säkerhetsnivån "medel". Den har, tillsammans med North Kern State Prison, också ansvaret att ta hand om intag av nya intagna som ska bedömas och placeras inom Kaliforniens fängelsesystem. Wasco har en kapacitet på att förvara 2 984 intagna men för den 16 november 2022 var det överbeläggning och den förvarade 3 735 intagna.
Fängelset invigdes 1991.
Personer som varit intagna på Wasco är bland andra Suge Knight.